# سوسن بصرى
سوسن بصرى (باللاتينية: Iris bostrensis) هو أحد أنواع السوسن من الفصيلة السوسنية.

## الموئل والانتشار
ينتشر في بلاد الشام.

## مرادفات للاسم العلمي
- (باللاتينية: Iris atropurpurea var. purpurea Dinsm.)